# Vélemény
A vélemény egy személynek, a saját nézőpontjából kiinduló elgondolása a dolgokról. A vélemény, mivel az az individuumtól, annak perspektívájától függő, ezért szükségszerűen szubjektív.
A vélemény mindig előítélet, mert vélt jellemzők értelmezését jelenti, tehát tartalmazza a bizonytalanság tényezőjét. A vélemény megalkotója ezzel együtt a saját véleményét igazságként is felfoghatja, tagadhatja annak bizonytalan jellegét.  
A személyek véleménye más személyek által vita vagy meggyőzés – szélsőséges esetben erőszak – útján módosítható. Azt, hogy az individuum mennyire könnyen adja fel illetve módosítja a véleményét, az személyek egyik fontos jellemvonásának tartják. A vélemény, illetve különböző személyek bizonyos dolgokkal kapcsolatban megalkotott hasonló vagy megegyező véleménye a társadalom egyik legfontosabb közösségformáló ereje.

## Felhasználói vélemény
Az internetes fórumokon található felhasználói vélemények könnyebbé teszik az eligazodást a kapható termékek és az igénybe vehető szolgáltatások között, ezért napjainkban fontos forrásává váltak a fogyasztói illetve vásárlói döntéseknek. 